# Breiteben (St. Martin in Passeier)
Breiteben (italienisch Pianlargo) ist ein Weiler in der Gemeinde St. Martin in Passeier in Südtirol.
Die Fraktion liegt auf der orographisch rechten, hier südlichen Talseite von Passeier an den Hängen in über 1000 m Höhe.
Die Magnuskapelle in Breiteben gehört zu den Baudenkmälern in St. Martin in Passeier. 
Koordinaten: 46° 49′ N, 11° 12′ O